# Иннокентий VIII
Инноке́нтий VIII (лат. Innocentius PP. VIII), в миру — Джанбаттиста Чибо (итал. Gianbattista Cibo; 1432[…], Генуя — 25 июля 1492, Рим) — папа римский с 29 августа 1484 года по 25 июля 1492 года.

## Биография
Джанбаттиста Чибо родился в 1432 году в Генуе. Семья Чибо была в родстве с влиятельным и богатым генуэзским родом Дориа.
Джанбаттиста учился в Падуе и Риме. Плодом его бурной молодости было многочисленное внебрачное потомство, которое в период понтификата Иннокентия заселило ватиканские дворцы. 5 октября 1466 Павел II назначил молодого Чибо епископом Савоны. Апостольский датарий с 26 июля 1471 по 7 мая 1473. Епископ Мольфетты с 16 сентября 1472 по 29 августа 1484. Кардинал-священник с титулом церкви Санта-Бальбина с 17 мая 1473 по январь 1474. Кардинал-священник с титулом церкви Санта-Чечилия с января 1474 по 29 августа 1484. Камерленго Священной Коллегии кардиналов с 19 января по 29 августа 1484.
По протекции семьи делла Ровере он был избран Папой.
Иннокентий VIII ни в чём не изменил стиль правления своего предшественника. Стремясь заручиться поддержкой богатых Медичи, он женил своего внебрачного сына Франческетто на дочери Лоренцо Великолепного — Магдалене Медичи. Свадьба состоялась в Ватикане; потомки одного из сыновей от этого брака взяли фамилию Маласпина и до XVIII века правили княжеством (потом герцогством) Масса-Каррара; одна из дочерей Франческетто — Катерина Чибо. Папа назначил четырнадцатилетнего Джованни (будущего папу Льва X), сына Лоренцо Медичи и шурина своего сына, кардиналом.
Занятый делами своей семьи, Иннокентий не уделял должного внимания общей религиозно-политической ситуации. Он пытался сдерживать притязания оттоманского двора, держа при своём дворе в качестве заложника брата султана. Чтобы выкупить брата, султан Баязид II преподнес в дар папе римскому реликвию — священное копье Лонгина, которым, по преданию, был пробит бок Христа. Папа принял подарок, но заложника всё же не выпустил.
В 1484 году после увещеваний Генриха Инститориса Крамера, автора «Молота ведьм», Иннокентий VIII издал известную буллу «Summis desiderantes affectibus» («Всеми силами души»), направленную против ведьм, которая стала причиной многих процессов инквизиции в странах христианской Европы.
В 1486 году к Иннокентию прибыл с миссией от польского короля Казимира IV епископ Перемышльский Ян из Торговиска, прося поддержки крестового похода против турок и татар. В итоге 5 июля папа издал буллу, в которой поддержал польского короля в его борьбе с неверными, а также разрешал для неё сохранить 3/4 доходов от индульгенций.
По инициативе Иннокентия VIII рядом с Ватиканским был построен дворец Бельведер, который служил местом для проведения празднеств и развлечений папского двора.

## Пропаганда
Лео Таксиль пересказывает легенду о том, что когда Иннокентий VIII находился при смерти, врач-еврей, пытаясь пробудить в нём жизненные силы, прибегнул к преступному средству — впустил в жилы умирающего кровь трёх мальчиков, умерших от этой процедуры. Папа знал об убийстве этих мальчиков и согласился на это. Но его это не спасло. Также известна версия об отпаивании Папы этой кровью. Эту легенду пустил в оборот итальянский хронист XV века Стефано Инфессура, враждебно относившийся к папе.

## Упоминание в литературе
Иннокентий VIII упомянут в книге Оскара Уайльда «Портрет Дориана Грея» среди «тех, кого Пресыщенность, Порок и Кровожадность превратили в чудовищ или безумцев»: 

Джанбаттиста Чибо, в насмешку именовавший себя Невинным, тот Чибо, в чья истощенные жилы еврей-лекарь влил кровь трёх юношей. — Оскар Уайлд. Портрет Дориана Грея

### В кинематографе
- «Борджиа» — популярный мелодраматический сериал Нила Джордана (производство Канада—Венгрия—Ирландия, 2011-2013). Папу сыграл британский актёр Майкл Пул.
- «Борджиа» — франко-германо-чешско-итальянский телесериал Тома Фонтаны (2011-2014 годы). Папу сыграл немецкий актёр Удо Кир.
- «Великолепные Медичи» (2016-2019) — англо-итальянский телесериал. Папу сыграл итальянский актёр Нери Маркоре.